# Škoda Transportation
A Škoda Transportation a.s. részvénytársasági formában működő csehországi vasútijármű-gyártó vállalat, amelynek székhelye Plzeňben található. 1995-ben hozták létre a  Škoda Művek (később Škoda Holding) részeként, a korábbi vállalat vasútijármű-gyártó divíziójából. A Škoda Holding 2002-ben cseh magánszemélyeknek adta el a vállalatot. A cég villamos mozdonyokat és villamos motorvonatokat, villamosokat, valamint a vasúti és városi közlekedéshez kapcsolódó berendezések gyárt. A Škoda Transportation a 2010-es évek elejétől számos vasúti járműgyártással és a járműgyártás elektromos komponenseivel foglalkozó céget vásárolt fel  Csehországban és külföldön is, köztük pl. a trolibuszokat gyártó Ekova Electric, vagy a motorvonatokat gyártó korábbi Vagónka Studénka vállalatot. Az egyre több leányvállalatot magában foglaló Škoda Transportation csoportot 2022. június 1-jétől új cégstruktúrába szervezték, a vállalatokat a Škoda Group holding fogja össze.

## Története
A cég története az Emil Škoda által 1869-ben megvásárolt gépgyárig nyúlik vissza.

## Gyártmányai

### Villamosok
- Škoda ForCity
  - Škoda 15T (Škoda ForCity Alfa)
  - Škoda 26T (Škoda ForCity Classic)
  - Škoda 28T (Škoda For City Classic)
  - Škoda 29T (Škoda For City Plus)
  - Škoda 30T (Škoda For City Plus)

### Trolibuszok
- Škoda 24Tr Irisbus
- Škoda 25Tr Irisbus
- Škoda 26Tr Solaris
- Škoda 27Tr Solaris
- Škoda 28Tr Solaris
- Škoda 30Tr SOR
- Škoda 31Tr SOR